# (11401) Pierralba
(11401) Pierralba est un astéroïde de la ceinture principale.

## Description
(11401) Pierralba est un astéroïde de la ceinture principale. Il fut découvert le 15 janvier 1999 à Caussols par le projet ODAS. Il présente une orbite caractérisée par un demi-grand axe de 2,25 UA, une excentricité de 0,20 et une inclinaison de 5,0° par rapport à l'écliptique.

## Compléments